# International Academy of Wood Science
La Accademia Internazionale di Scienze del Legno, International Academy of Wood Science (IAWS), è un'academy internazionale riconosciuta e un'assemblea no-profit di scienziati del legno che riconosce tutti i campi della scienza del legno con i rispettivi domini tecnologici e assicura una rappresentanza mondiale.
Dal giugno 2023, l'academy è rappresentata dal Dott. Stavros Avramidis, un professore greco-canadese e scienziato del legno che è il 19º presidente dell'IAWS, e, inoltre, dal Dott. Ingo Burgert, un ingegnere del legno svizzero che è attualmente il vicepresidente eletto per gli anni 2023-2026.

## Storia
L'academy è stata fondata per la prima volta il 2 giugno 1966 a Parigi.
Lo sviluppo e l'istituzione dell'International Academy of Wood Science hanno coinvolto molte persone, ma la figura chiave che ha avuto l'idea di creare un'academy del legno è stato il Professor Franz Gustav Kollmann, del Wood Research and Technology presso l'Università di Monaco, Germania. In effetti, è stato anche il primo presidente eletto dell'academy negli anni 1966-1972.

## Obiettivi
L'academy ha l'obiettivo di promuovere a livello internazionale lo sviluppo coordinato della scienza del legno e la sua reputazione riconoscendo i meritevoli scienziati del legno attraverso la loro elezione a Fellow, onorando così realizzazioni distinte nella scienza del legno, e promuovendo un alto standard di ricerca e pubblicazione. Inoltre, l'academy tiene riunioni plenarie annuali, comprese riunioni aziendali e sessioni tecniche, sotto forma di conferenze scientifiche internazionali.
I Fellow dell'IAWS sono scienziati del legno che vengono eletti attivamente impegnati nella ricerca sul legno nel senso più ampio, la loro elezione è una prova degli elevati standard scientifici. I nuovi Fellow vengono nominati ed valutati dai Fellow. Il comitato esecutivo determina il numero di nominati accettati come Fellow ogni anno, in base a tali valutazioni.
I compiti dei Fellow dell'International Academy of Wood Science sono evidenziati come segue:
- Promuovere la ricerca e la tecnologia del legno a un alto livello
- Presentare la ricerca sul legno e la scienza a incontri internazionali/nazionali dell'academy e di altre organizzazioni
- Attirare l'attenzione sull'importanza della ricerca sul legno e della scienza presso governi, parlamenti, industrie, associazioni, stampa, ecc.
- Promuovere la pubblicazione della ricerca dei membri dell'IAWS nelle riviste trimestrali.

## Comitato esecutivo
Il comitato esecutivo dell'IAWS è composto dagli ufficiali dell'academy:
- Presidente: Dott. Stavros Avramidis, Dipartimento di Wood Science, Università della Columbia Britannica, Canada
- Vicepresidente: Dott. Ingo Burgert, Institute for Building Materials, ETH Zurigo, Svizzera
- Segretario/Editore del bollettino: Dott. Rupert Wimmer, Natural Materials Technology, Università delle Risorse Naturali e delle Scienze della Vita (Università BOKU), Vienna, Austria
- Tesoriere: Dott. Howard Rosen, Forest Products USDA Forest Service, Arlington, USA
- Presidente uscente: Dott. Yoon Soo Kim, Forest Products and Technology, Chonnam National University, Kwangju, Corea del Sud
- Presidente del Consiglio dell'Academy: Dott. Katarina Čufar, Dipartimento di Wood Science and Technology, Università di Lubiana, Slovenia

## Membri italiani di rilievo
Italiani che sono membri dell'accademia:
- Claudia Crestini[17]
- Veronica De Micco[18]
- Luca Uzielli[19]

## Pubblicazioni
- Wood Science and Technology Wood Sci Tech Journal (IF 2022; 2.898)
- IAWS Bulletin[20]